# Pseudaelara
Pseudaelara is een kevergeslacht uit de familie van de boktorren (Cerambycidae). De wetenschappelijke naam van het geslacht werd voor het eerst geldig gepubliceerd in 1912 door Heller.

## Soorten
Pseudaelara omvat de volgende soorten:
- Pseudaelara paniaia Weigel, 2013
- Pseudaelara sellaemontis Heller, 1912